# Bis (film)
Pour les articles homonymes, voir Bis.
Pour plus de détails, voir Fiche technique et Distribution.
Bis est un film français coécrit et réalisé par Dominique Farrugia, sorti en 2015.

## Synopsis
Éric et Patrice sont amis depuis leur rencontre au lycée. Mais au fil du temps, ils ont pris des routes différentes : Éric est devenu un hédoniste sans attaches mais aux multiples conquêtes alors que Patrice est un gynécologue, père de famille à la vie bien ordonnée et tranquille.
Après une soirée arrosée, les deux hommes se retrouvent « propulsés » en 1986, lorsqu'ils n'avaient que 17 ans. Les gens les voient dans leur corps de 17 ans, mais eux ont conservé leurs attitudes d'adultes. Ils se rendent compte que ce retour dans le passé va être l’occasion de changer le cours de leur vie.

## Fiche technique
Sauf indication contraire, les informations mentionnées dans cette section peuvent être confirmées par la base de données cinématographiques IMDb,  présente dans la section « Liens externes ».
- Titre original : Bis
- Réalisation : Dominique Farrugia
- Scénario : Dominique Farrugia, Nans Delgado et Frédéric Hazan, d'après une idée originale de Julien Rappeneau et Alexandre de La Patellière
- Décors : Étienne Méry, Iris Corre
- Costumes : Emmanuelle Youchnovski
- Photographie : Rémy Chevrin
- Montage : Frédérique Olszak
- Musique : Julien Jaouen
- Arrangement : David Imbault
- Effets visuels numériques : BUF (Paris)
- Production : Dominique Farrugia

Producteur délégué : Dominique Brunner
- Sociétés de production : EuropaCorp et Few, avec la participation de TF1 Films Production
- Distribution :  EuropaCorp Distribution
- Pays d'origine :  France
- Langue originale : français
- Format : couleur
- Genre : comédie, fantastique
- Durée : 97 minutes (1 h 37)
- Dates de sortie[1] :

 France : 18 février 2015

## Distribution
- Franck Dubosc : Éric Drigeard, restaurateur spécialisé dans les sushis
- Kad Merad : Patrice Olesky, gynécologue
- Alexandra Lamy : Caroline, médecin et femme de Patrice
- Gérard Darmon : le père d'Éric, restaurateur
- Julien Boisselier : le père de Patrice, médecin
- Anne Girouard : la mère d'Éric
- Éléonore Bernheim : la mère de Patrice
- Antonin Chalon : Patrice à 17 ans
- Eden Ducourant : Caroline à 17 ans
- Fabian Wolfrom : Éric à 17 ans
- Alix Bénézech : Sandrine, jeune femme libertine et sexy
- Élodie Hesme : Anne, ex-femme d'Éric
- Ariane Brodier : Sabrina, petite amie d'Éric
- Emeline Sannier : Chloé, fille de Patrice et Caroline
- Lou Gala : Stéphanie
- Anthony Sonigo : Loïc, premier petit ami de Caroline
- Axel Boute : Dominique
- Jeanne Arènes : la secrétaire de Renn Productions (société de Claude Berri)
- François Clavier : Eddie Barclay
- Didier Michon : Zinédine Zidane
- Arnaud Ardaens : David Guetta

## Production

### Genèse et développement
Pour les années 1980, Dominique Farrugia cite comme influences Frantic de Roman Polanski (pour les décors) ainsi que des films américains comme ceux de John Hughes. Le réalisateur ajoute : « Il s’agissait d’abord de déshabiller les rues actuelles des éléments qui n’ont plus rien à voir avec 1986. Puis de ressortir les bus de cette époque, de recréer du mobilier urbain d’alors… Mais il ne fallait aussi pas perdre de vue que les années 80 étaient une époque bien moins consumériste qu’aujourd’hui. »

### Casting
Les deux rôles principaux étaient initialement prévus pour Guillaume Canet et Gilles Lellouche.

### Tournage
Dominique Farrugia ayant habité au 43 rue Notre-Dame-de-Lorette de 1968 à la fin des années 1980, le tournage a eu lieu notamment dans le 9e arrondissement de Paris, où il a passé sa jeunesse :
- rue de Bellefond ;
- Rue Pierre-Sémard ;
- Square Montholon ;
- Lycée Jacques-Decour ;
- Avenue Trudaine.

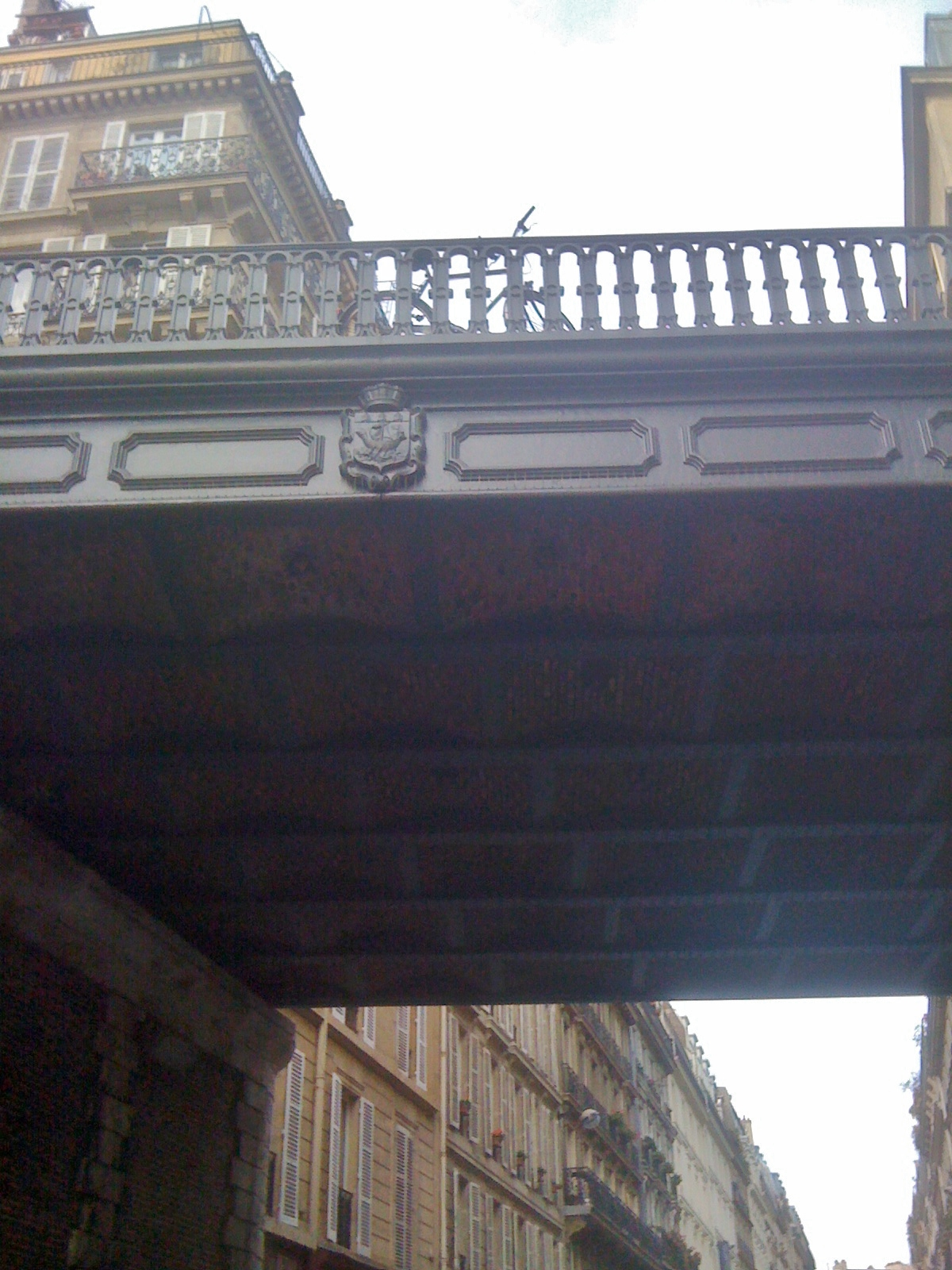
Pont de la rue de Bellefond

## Sortie

### Accueil critique
Sur le site français Allociné, Bis obtient une moyenne de 3,2/5 pour 12 titres de presse recensés. Du côté des avis positifs, Jean-Christian Hay écrit dans Gala « Après Toute première fois, Bis vient réchauffer notre hiver. Dominique Farrugia emmène Kad Merad et Franck Dubosc en 1986 et nous offre une véritable bouffée de nostalgie, drôle et sans prétention ». Dans Le Dauphiné libéré, on peut lire « Une comédie sur le retour dans le passé, qui en a la nostalgie, et qui déroule ses gags de façon plutôt efficace et réussie. Une bonne surprise ! ». Pierre Vavasseur du Parisien pense que « Dominique Farrugia est parvenu à éviter les écueils du déjà-vu avec cette comédie solidement tenue par deux maîtres du genre : Dubosc et Merad, véritablement excellents ». Dans Le Journal du dimanche, Stéphanie Belpêche remarque que « si le démarrage est laborieux et le scénario ne sort jamais vraiment de ses rails, on reste surpris et emballé par la drôlerie de situations irrésistibles et par l’abattage des acteurs, en particulier Kad Merad, excellent ». Dans Public, on peut lire que Bis est une sorte de « Camille redouble version macho. C'est du déjà-vu, mais le duo fonctionne ».
Guillemette Odicino de Télérama est assez partagée : elle apprécie « quand les deux compères ados tentent de faire du fric en proposant, trente ans avant, le scénario des Chtis à une société de production » mais regrette la fin du film « nettement plus plan-plan ». La critique de Voici est également mitigée : « Si on était méchants, on dirait que Bis porte bien son nom : un pompage sans vergogne de Big et Camille redouble […]. Comme on est gentils, on admet que Kad Merad et Franck Dubosc trouvent de bons gags dans cette excavation nostalgique des années 80 […] ».
Du côté des critiques négatives, Michel Berjon des Fiches du cinéma qualifie le film de « Retour vers le futur du pauvre » avec des « références inutiles qui tuent son potentiel comique ». Tristan Gauthier, du site aVoir-aLire.com, regrette quant à lui un « enchaînement de vannes plus ou moins bidons [sic] » avec « un scénario plat comme les montagnes d’Auvergne et dépourvu de toute originalité ».

### Box-office
| Pays ou région                    | Box-office        | Date d'arrêt du box-office | Nombre de semaines |
| --------------------------------- | ----------------- | -------------------------- | ------------------ |
| France                            | 1 503 127 entrées | 12 avril 2015              |                    |
| Revenu mondial incluant la France | 10 252 908 $      |                            |                    |

### Audiences
Bis, diffusé sur TF1 de 21h05 à 23h05 le 3 novembre 2019, a comptabilisé 4 616 000 téléspectateurs, recueillant 21% de part de marché.

## Clins d’œil et références
- Éric et Patrice se trouvent dans la cave de la maison de campagne lorsqu'ils se propulsent dans le temps. Comme Godefroy et Jacquouille traversaient les Couloirs du temps depuis les oubliettes du château de Montmirail dans Les Visiteurs.
- Éric et Patrice se réveillent en 1986 tout nus, tout tissu non vivant ne pouvant être transporté à travers le temps, comme dans Terminator.
- Si Éric et Patrice se voient toujours dans leurs apparences de quadragénaires en se regardant, ils se voient en revanche, dans le miroir, tels qu'ils étaient à l'âge de 17 ans. Tout comme Sam Beckett apercevait le visage de la personne dans la peau de laquelle il atterrissait dans Code Quantum. Déjà dans Reviens Jimmy Dean, reviens de Robert Altman les miroirs reflétaient le passé.
- Lorsque Éric et Patrice reviennent en 2014 à la fin de l'histoire, leur entourage se présente sous un meilleur jour : les parents de Patrice ne vivent plus en maison de retraite mais habitent dans leur maison de campagne en Normandie depuis leur retraite. Détail frappant : le père de Patrice porte un polo rouge et une veste en velours comme George McFly dans Retour vers le futur ; Éric, quant à lui, est non seulement toujours marié avec Anne mais, en plus, il va devenir papa.
- Lorsque Patrice est au téléphone en 1986, on peut voir que ses parents regardent TF1, on aperçoit le générique de Ciné Dimanche puis celui du film Le Dernier Combat, le premier long métrage de Luc Besson sorti en 1983. Par ailleurs, on peut voir un journal télévisé présenté par Bruno Masure.
- Lorsque les clients du restaurant des parents d'Éric regardent tous ensemble le match Allemagne-France de la Coupe du monde de football de 1986, on peut entendre une publicité Tang. Dans une autre scène, Patrice et ses parents regardent un spot TV pour la marque de bière sans alcool Tourtel.
- À plusieurs reprises dans le film, il est question de la séparation du groupe Téléphone, survenue en 1986.
- En 1986, Éric et Patrice se rendent dans les bureaux de la société Renn Productions, pour parler au producteur Claude Berri. Ils expliquent alors à sa secrétaire qu'ils ont des idées de scénarios de films et racontent notamment les concepts des films Bienvenue chez les Ch'tis, Les Visiteurs et Intouchables. De plus, lorsque les deux amis se rendent compte qu'ils ont voyagé dans le temps, Éric cite Les Visiteurs et sa suite Les Couloirs du temps : Les Visiteurs 2 comme référence pour retourner dans le présent.
- Éric, Caroline et Patrice se rendent à La Main jaune, discothèque notamment popularisée par le succès fulgurant de La Boum en 1980. On y entend la chanson Go On Forever de Richard Sanderson, également utilisée dans La Boum.
- Les deux amis parviennent à rencontrer le producteur de musique Eddie Barclay. Alors qu'Éric est au piano, Patrice chante L'Envie d'aimer de la comédie musicale Les Dix Commandements. Au passage, Patrice croit que la jeune femme est la fille d'Eddie alors que c'est sa femme. Il s'agit de Cathy Esposito, Mme Barclay de 1984 à 1987.
- Lorsqu'il se réveille en 1986, Patrice enfile un tee-shirt portant le slogan « Giscard à la barre », qui avait été créé pour l'élection présidentielle française de 1974 pour la campagne de Valéry Giscard d'Estaing[7].
- Quand Éric quitte précipitamment la terrasse d'un café, Patrice lui lance « Alors ? On attend pas Patrice ? ». Dans Camping (2006), le personnage incarné par Franck Dubosc lançait « Alors ? On attend pas Patrick ? ».
- Éric se rend à un match de football de minimes pour y rencontrer le jeune Zinédine Zidane, qu'il voit asséner un coup de tête à un adversaire, similaire à celui sur Marco Materazzi lors de la finale de la Coupe du monde de football de 2006. Le jeune « Zizou » prétend en avoir assez du football et vouloir se mettre au tennis, ce qu'Éric lui déconseille fortement de faire. Ce détail n'est cependant que fictif, Zidane étant au contraire un grand passionné du foot depuis toujours.
- En allant dans le club parisien Les Bains Douches, Patrice se retrouve à danser devant David Guetta et à lui parler : en 1986, Guetta est en effet DJ résident du club dont il prendra la direction fin des années 1990 avec Cathy Guetta.
- Le père d’Éric fait référence au film Fiston de Franck Dubosc en lui disant « On se voit demain fiston » lorsqu'il le dépose devant la maison de campagne des parents de Patrice où se déroule la boum.

On note cependant quelques anachronismes et omissions :
- Durant le défilement des plans dessinés de ce qu'était Paris en 1986, on peut apercevoir sur l'un d'eux une affiche de La Vie est un long fleuve tranquille. Or ce film n'est sorti sur les écrans que deux années plus tard.
- Loïc (premier petit ami de Caroline) est très attristé par l'annonce de la séparation de Téléphone. L'action se passe au moment des résultats du Bac (plus précisément le 23 juin 1986) alors que la séparation du groupe avait été officialisée le 21 avril. Par conséquent, Loïc était censé être au courant depuis plus de deux mois.
- La mère de Patrice propose à Éric, si ce dernier a son bac, d'aller voir le film Jean de Florette qui sort le mercredi qui suit leurs week-end en Normandie. Plus tard, à l'accueil de la société Renn Productions, on peut apercevoir les affiches du dit film et de sa suite Manon des sources à gauche et à droite du bureau de la secrétaire. Or les deux films sont respectivement sortis les 27 août et 19 novembre suivants. Par conséquent, il est improbable que non seulement la mère de Patrice mentionne la sortie du premier film pour la fin du mois de juin mais aussi que les deux affiches soient éditées puis accrochées aux murs.
- Quelques détails (bas de hayon couleur carrosserie, clignotants blancs) de la Citroën BX GTi montrent un modèle série 2 qui n'est sorti qu'en juillet 1986 et dont les feux arrière fumés ne sont sortis qu'en octobre 1989. La Peugeot 205 qui apparaît dans le film l'identifie comme un modèle postérieur à 1990.
- Le match France-Brésil de la coupe du monde 1986 a lieu deux jours après le décès de Coluche. Or cet événement n'est pas mentionné dans ce film dont plusieurs des acteurs paraissent régulièrement aux enfoirés.
- Le Reebok Pump portées par Éric ne sortiront que dans les années 90. Il en est de même pour le T-Shirt Compagnie de Californie de Patrice.